# مايك بيرتون
مايك بيرتون (Mike Burton) هو لاعب أولمبي لرياضة السباحة من الولايات المتحدة. شارك في الأولمبياد الصيفي في 1968–1972، وفاز بما مجموعه 3 ميداليات.

## الميداليات
| ذهب | فضة | برونز | المجموع |
| 3   | 0   | 0     | 3       |

## روابط خارجية
- مايك بيرتون على موقع قاعة مشاهير السباحة العالمية (الإنجليزية)
- مايك بيرتون على موقع اللجنة الأولمبية الدولية (الإنجليزية)
- مايك بيرتون على موقع أوليمبيديا (الإنجليزية)
- مايك بيرتون على موقع قاعة آيوا للمشاهير الرياضية (الإنجليزية)